# Armavir tartomány
Armavir (örményül:Արմավիր) Örményország középső részén fekvő tartomány (marz), székhelye Armavir. Nyugatról Törökország Kars tartománya, délről szintén a Törökország részét képező Iğdır tartomány, északról Aragacotn, keletről a főváros Jereván, délkeletről Ararat határolja. Armavir tartományban található az örmény szentváros Edzsmiacin, mely az Örmény apostoli ortodox egyház székhelye. Az örmény történelemben jelentős szerepet betöltő szardarapati csata, mai nevén Armavir város közelében történt 1918-ban.

## Települései
Armavir tartományban 97 község (hamajnkner) található, melyből 3 város.

### Városok
- Armavir 33 600 fő
- Edzsmiacin (Vagharsapat) 57 300 fő
- Mecamor 9546 fő

## Galéria

Armavir
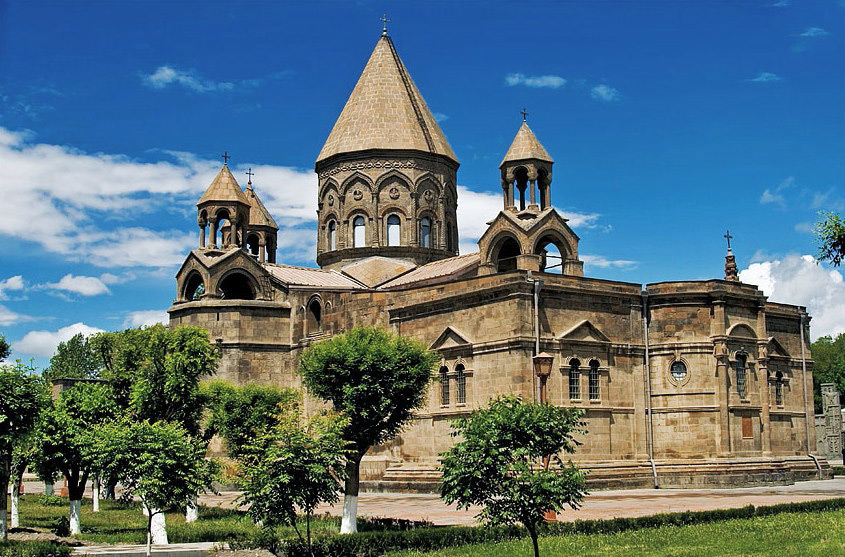
Ecsmiadzini Székesegyház, 4. század eleje, UNESCO Világörökség
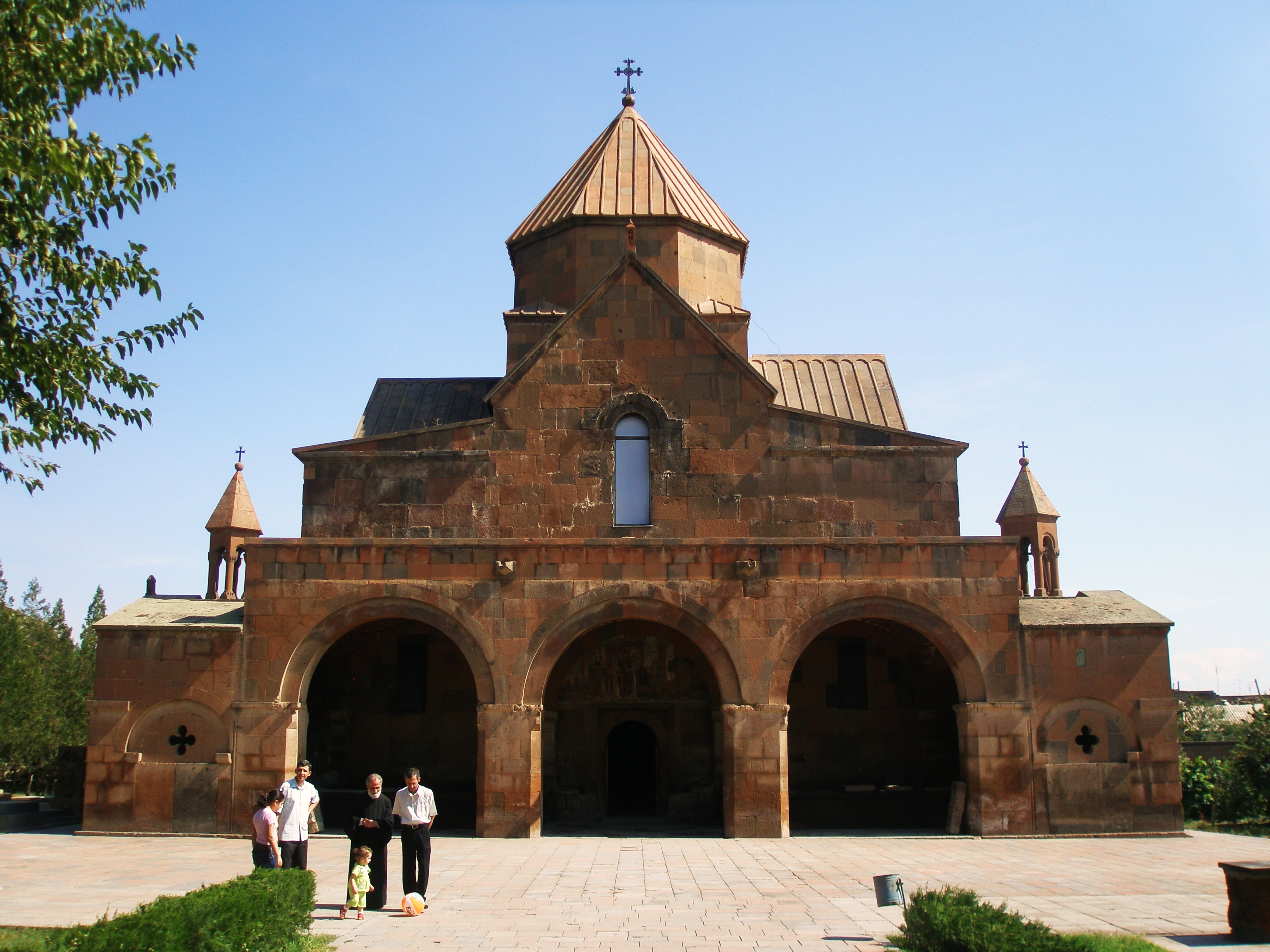
Szt. Gajane Templom, 7. század, UNESCO Világörökség
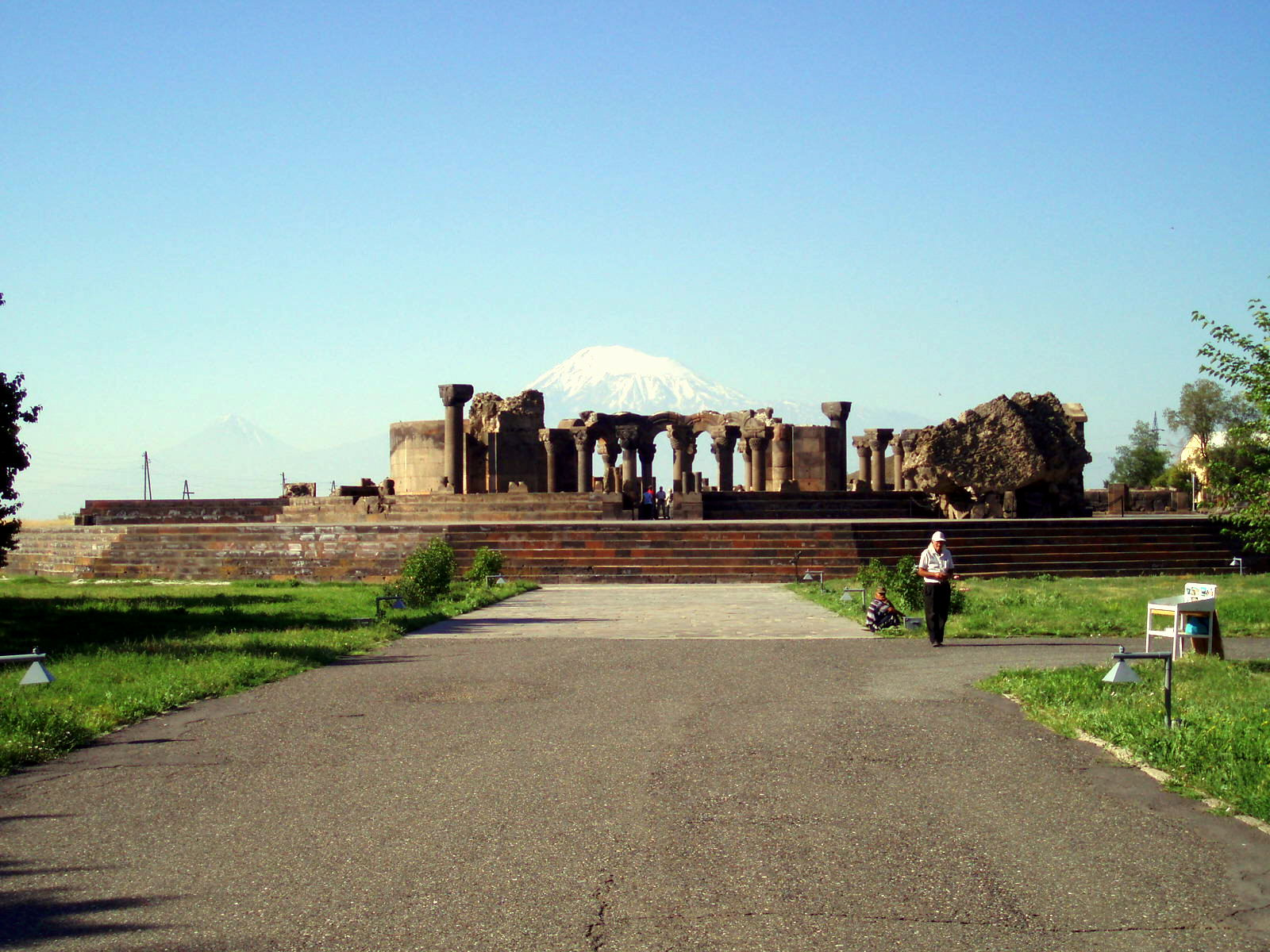
Zvartnoc Székesegyház, 7. század, UNESCO Világörökség
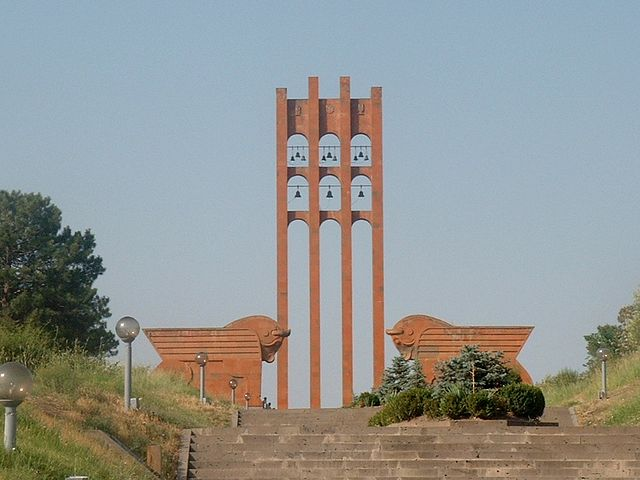
A Szardarapati csata emlékműje
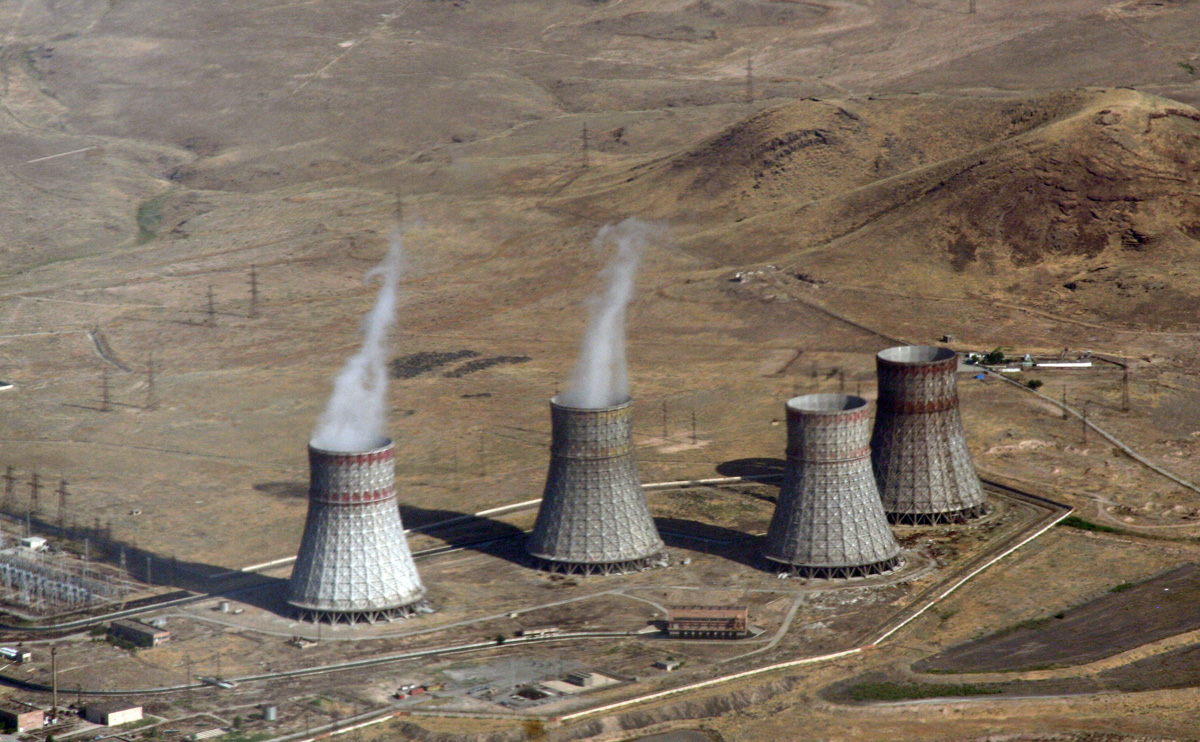
Mecamori Atomerőmű